# 克卜勒40b
克卜勒40b, 也被称为KOI-428b, 是一颗环绕红巨星克卜勒40的热木星。该行星是首次发现是由NASA的克卜勒太空望远镜拍摄到其凌日瞬间。克卜勒团队由卫星收集到包含克卜勒40的数据；法国和瑞士天文学家根据苏菲阶梯摄谱仪收集的数据表明存在克卜勒40存在着周期运行的天体。 克卜勒40b比木星稍大，拥有2倍木星质量，密度与海王星相接近。克卜勒40b的温度比木星高13倍，轨道比水星轨道还短5倍。

## 发现历史
克卜勒-40是用凌日法由克卜勒太空望远镜于2009年5月13日首次发现。光变曲线于2009年6月15日被克卜勒科学团队提供给公众，凌日时间超过33.5天。
由来自法国和瑞士的天文学家团队使用苏菲阶梯摄谱仪在位于法国南部的上普罗旺斯天文台观察克卜勒40，使用径向速度的方法发现该恒星存在系外行星。根据观察，该恒星存在着异常的背景光和变化的径向速度，这也可能是由非行星因素导致（如克卜勒40实际上是密近双星），但进一步使用索菲分析表明该恒星存在着系外行星。天文学家观测发现克卜勒40是处于接近主序星末期（即将完成恒星的氢融合而成为红巨星）的恒星。恒星参数的制定帮助天文学家推测出该行星的参数，从而证明克卜勒40b的存在。 这颗恒星是发现的第六颗主星半径超过太阳半径1.8倍的凌日行星，而克卜勒5与克卜勒7也有着同样类似的行星。
克卜勒40b的发现证实了使用小型望远镜如苏菲阶梯摄谱仪比后续的克卜勒太空望远镜更加有效。天文学家团队用了约一个晚上收集到望远镜上所有必要的数据，从而确立克卜勒40b的存在并确定其相关的参数。2010年9月15日天文团队将消息发布到天文与天体物理学报杂志出版社，并于2011年1月4日正式出版。

## 主星
克卜勒40是一颗位于天鹅座的光谱为F的恒星。该恒星有着1.48倍的太阳质量和2.13倍的太阳半径。克卜勒40的表面温度为6510K，相比太阳克卜勒40有着更大的质量、体积与有效温度。克卜勒40的金属量如下，[Fe/H]=0.10， 这意味着克卜勒40有着比太阳多25.9%的铁。克卜勒40处目前已接近主序星时期的结束，换句话说，克卜勒40即将耗尽其内部的氢并将成为一颗红巨星。
克卜勒40是发现的第六颗主星半径超过太阳半径1.8倍的凌日行星。其距地球约2700秒差距(8806.4光年)，这使得其超过之前任何由克卜勒太空望远镜发现的系外行星。克卜勒40的视星等为14.58，这对肉眼来说是不可能看到的。

## 特性
克卜勒40b是一颗估计有着2.2倍木星质量(超过700倍地球质量)的热木星，但其半径只有木星半径的1.17倍(相当于地球半径的13.12倍)。因此，这颗行星的密度约为1.68 g/cm3，同海王星密度(1.638 g/cm3)相接近。克卜勒40b的行星平衡温度估计为1620K，比木星的行星平衡温度热13倍。
克卜勒40b轨道周期为6.87天，轨道平均距离为0.081天文单位。其轨道倾角为89.7°，这意味着在地球上可以看见其边缘的位置。作为比较，水星轨道周期为87.97天，轨道平均距离为0.387天文单位；因此，克卜勒40b的轨道周期比水星快13倍，与恒星平均距离也比水星近5倍。